# Яр-Бишкадак
Яр-Бишкадак (баш. Яр-Бишҡаҙаҡ) — деревня в Ишимбайском районе Республики Башкортостан Российской Федерации. Входит в состав Урман-Бишкадакского сельсовета.

## География

### Географическое положение
Расстояние до:
- районного центра (Ишимбай): 3 км,
- центра сельсовета (Урман-Бишкадак):6 км,
- ближайшей ж/д станции (Салават): 25 км.

### Улицы
- Береговая;
- Бурводстрой;
- Дружбы;
- Мира;
- Молодёжная.

## Название
Название деревни состоит из башкирских слов «яр» — берег, и «бишкадак» — родового подразделения Тельтим-Юрматынской аймака (впоследствии волости) Юрматынской волости. Таким образом, название обозначало бишкадаковцев, живших на берегу реки Белой, в отличие от лесных — Урман-Бишкадак («урман» в переводе лес).
Само название "Бишкадак" является башкирским именем. То есть Бишкадак была основана потомками родоначальника Бишкадака.
В народе есть несколько ошибочных преданий о происхождении названия деревни. Одно из них рассказывает о пяти (баш. "биш") первых казакских (башк. «ҡаҙаҡ») семей, впоследствии построивших свои дома у берега (башк. «яр») реки Белая (башк. «Ағиҙел»). Вторая говорит об одной семье, у которой при строительстве дома не хватило пяти гвоздей (башк. «ҡаҙаҡ»).
До революции эта деревня называлась Бишкадак-Смаково. Скорее всего, название Смаково происходит от имени сотника Юрматинской волости Смака Кутлина, который в 1788 году участвовал в продаже земель около реки Ашкадар, где свои вотчины имели потомки рода Бишкадаковых. Именно в годы жизни Смака Кутлина деревня Бишкадак получила двойное название Бишкадак-Смаково (или называлась просто Смаково).

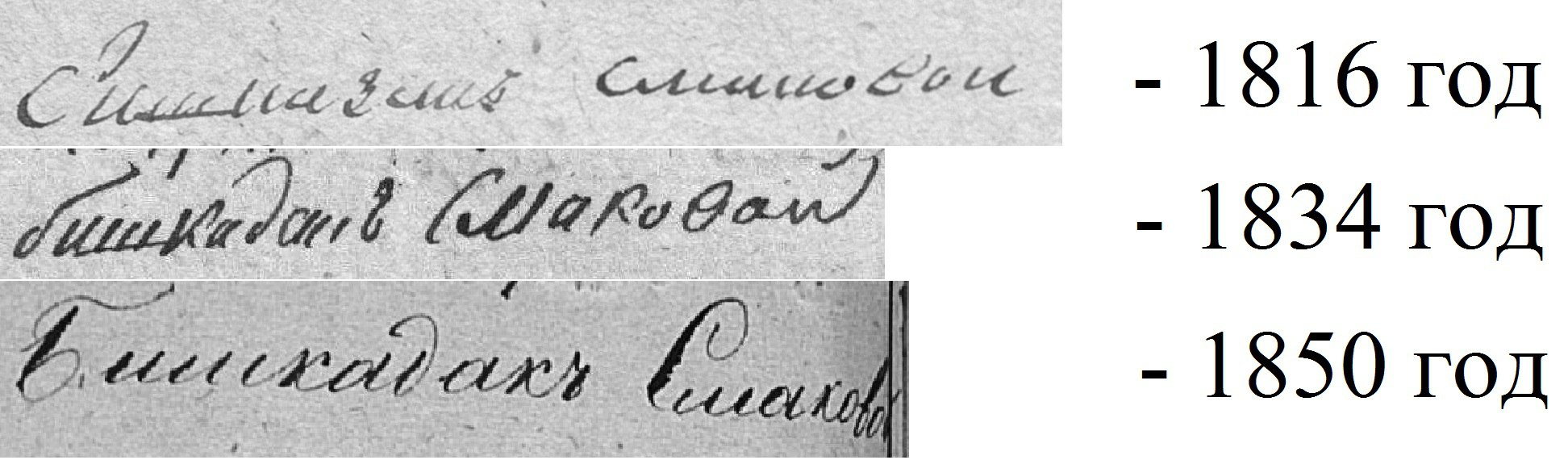

## История
В ходе исследования А. Т. Султановым на «карте Уфимской провинции 1737 г.» было найдено первое упоминание о Бишказаке:
Карта 1755 года:

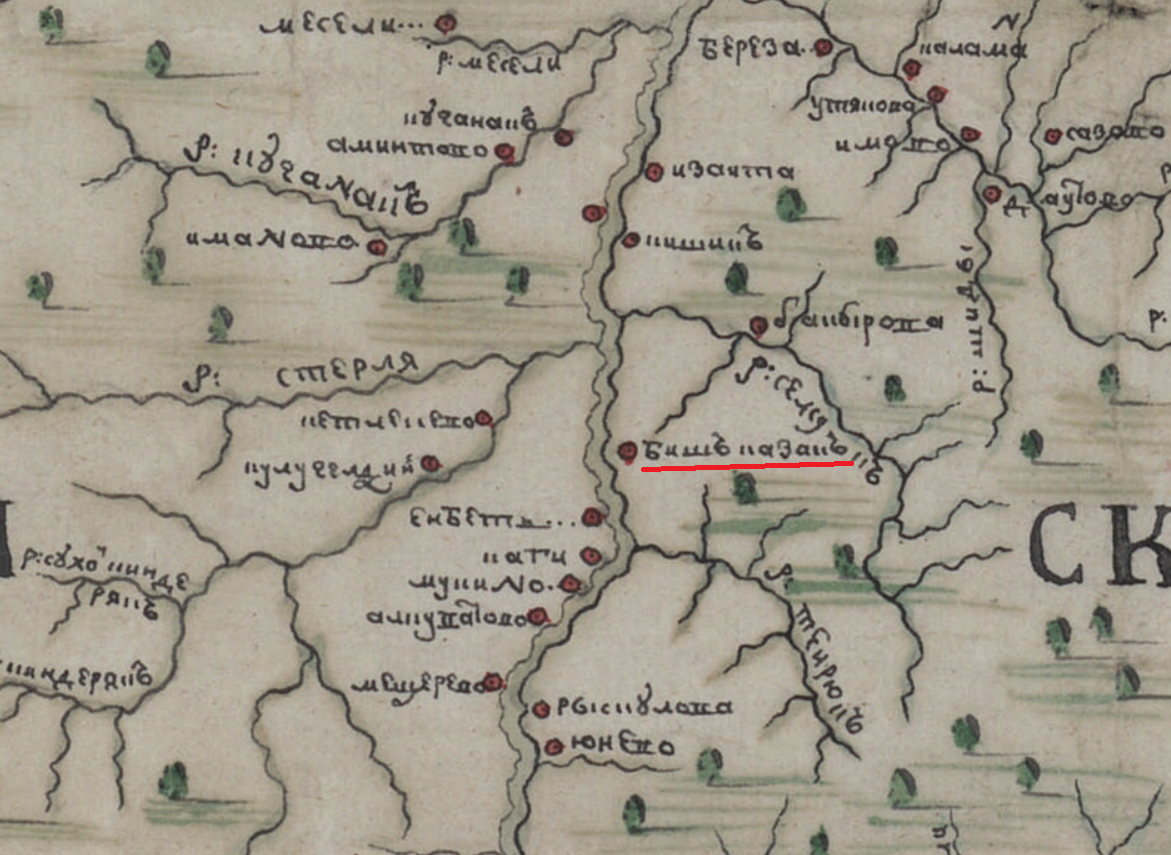

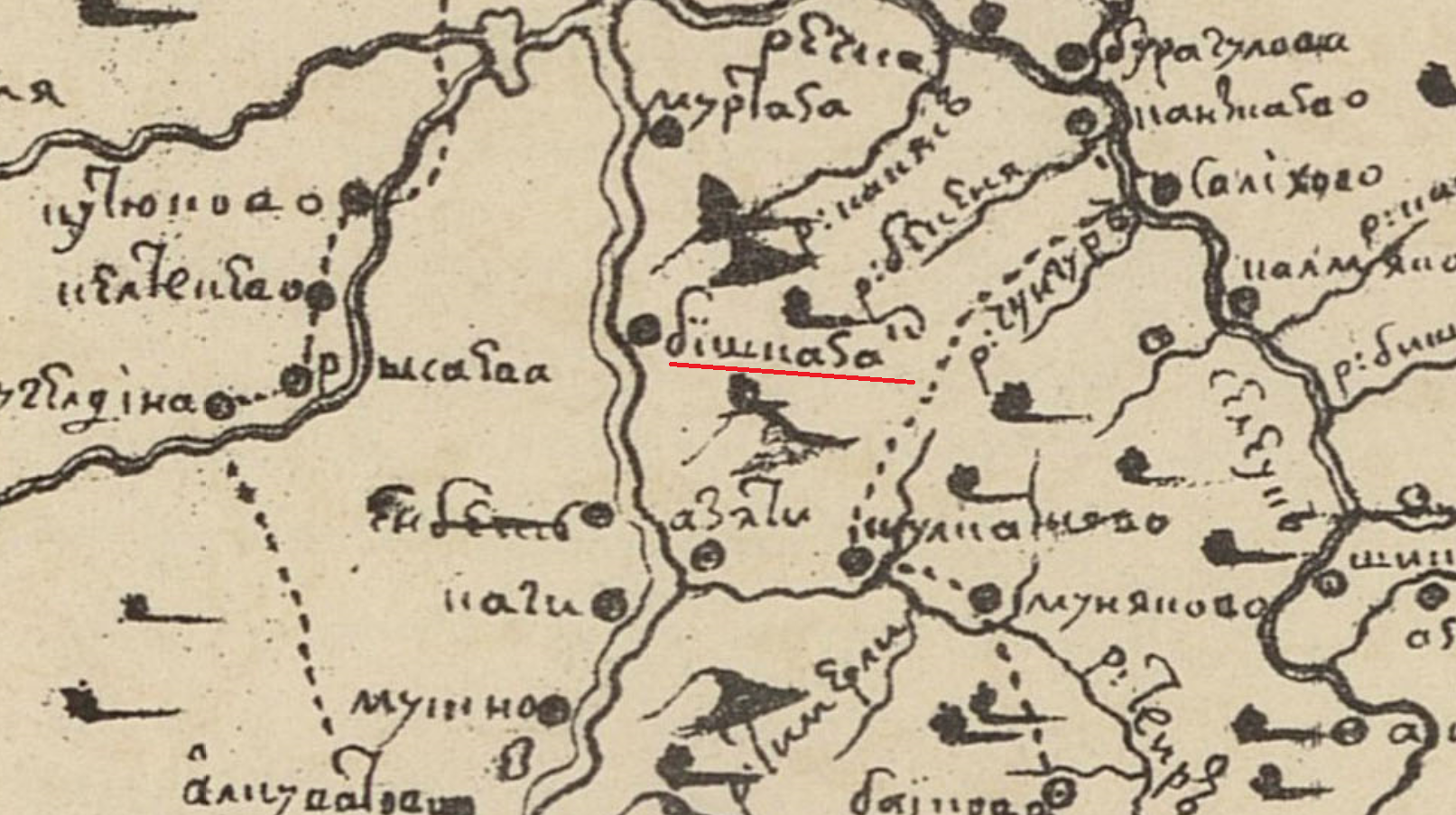

В документе от 15 мая 1757 г. упоминается:
«Уфимского уезду, Нагайской дороги, Юрматынской волости, команды старшины Полата Зиликеева, Тельтимского аймаку, башкирцы Бурагул Умирзаков и др., Бишказакова роду Сюяргул Карашаев.» Тем самым можно утверждать о принадлежности Бишкадак к Тельтим-Юрматынскому аймаку. 
Так же среди 500 башкирских воинов участвовавших в русском походе на Пруссию 1757 года, упоминаются имена пяти жителей деревни Бешказяковой:
Итбаш Чураков;
Москов Имангулов;
Ялчи Исенбаев;
Аиткул Утегулов;

Козяш Явгилдин.

В 1770 году экспедиция, которой руководил академик Лепёхин, нашла у деревни асфальт. Академик написал в своем труде «Дневниковые записки путешествия доктора Академии наук адъютанта Ивана Лепехина по разным провинциям Российского государства»:

«Любопытство наше на этом месте усугубил небольшой ключик, на котором мы, раскапывая землю, напали на родник, состоящий из горной нефти. Оный раскопав глубиной около аршина, добрались до самого её источника. Оную нефть испущала из себя жила толщиной с небольшим в четверть. Далее раскапывать оно место сил наших не доставало, а при том и время не терпело, чтобы тут жить долго. В пяти верстах от помянутого места, против башкирской деревни Биш-Кадак, в самом яру реки Белой, оказался густой асфальт, истекающий в реку Белую. Из чего без сумления заключить можно, что труд и иждивение не потеряются, если сии места надлежащим образом разработать приказано будет».— http://www.vatandash.ru/index.php?article=120
Исходя из вышеперечисленного можно смело прийти к выводу, что Бишказаковы как и родовая деревня являются одним из старейших башкирских родов.
В XVIII веке некоторые жители деревни поселились в Кунказаево, которое далее стали называть Урман-Бишкадак. Скорее всего основатель первопоселенец Кунказай так же был из деревне Бишказаково (Яр-Бишкадак).
С основания деревни жители занимались скотоводством, пчеловодством, земледелием. Так, в 1839 году на 20 дворов приходилось 400 лошадей, 342 коровы, 25 овец, 104 козы.
Определённую роль в хозяйстве жителей, которым принадлежало 180 ульев, играло пчеловодство. Земледелие сделало заметный шаг в этой деревне — на каждого из 142 жителей засевали по 8 пудов озимого и ярового хлеба.
В 1912 году в деревне зафиксирована мечеть. Мулла — Тимиргалий Тимирхазиков.

## Население
| Годы        | 1795 | 1816 | 1834 | 1850 | 1859 | 1885 | 1906 | 1920 | 1939 | 1959 | 1969 | 1989 | 2002 | 2008 | 2009 | 2010 |
| Численность | 196  | 103  | 108  | 177  | 215  | 220  | 418  | 396  | 447  | 435  | 547  | 468  | 504  | 504  | 585  | 539  |

Если рассмотреть «Динамику численности населения деревни Яр-Бишкадак», то можно заметить несколько периодов падения численности:
1. С 1795 по 1816 гг. Это период заселения деревни Кунказаево, что известно из ревизских сказок 1816 года. Население упало со 196 до 103 человек. Большая доля выходцев из Бишкадака (Яр-Бишкадак) переселилось в Кунказаево (сегодня Урман-Бишкадак) и вытеснело прежнее название;
2. С 1906 по 1920 гг. Падение численности с 418 до 396 человек. Связано с Первой мировой войной, гражданской войной;
3. С 1939 по 1959 гг. Падение численности с 447 до 435 человек. Великая Отечественная война и становление города Ишимбай;
4. С 1969 по 1989 гг. Падение численности с 547 до 468 человек. Урбанизация Ишимбайского района (увеличение численности городского населения за счет увеличения Ишимбая и Салавата).

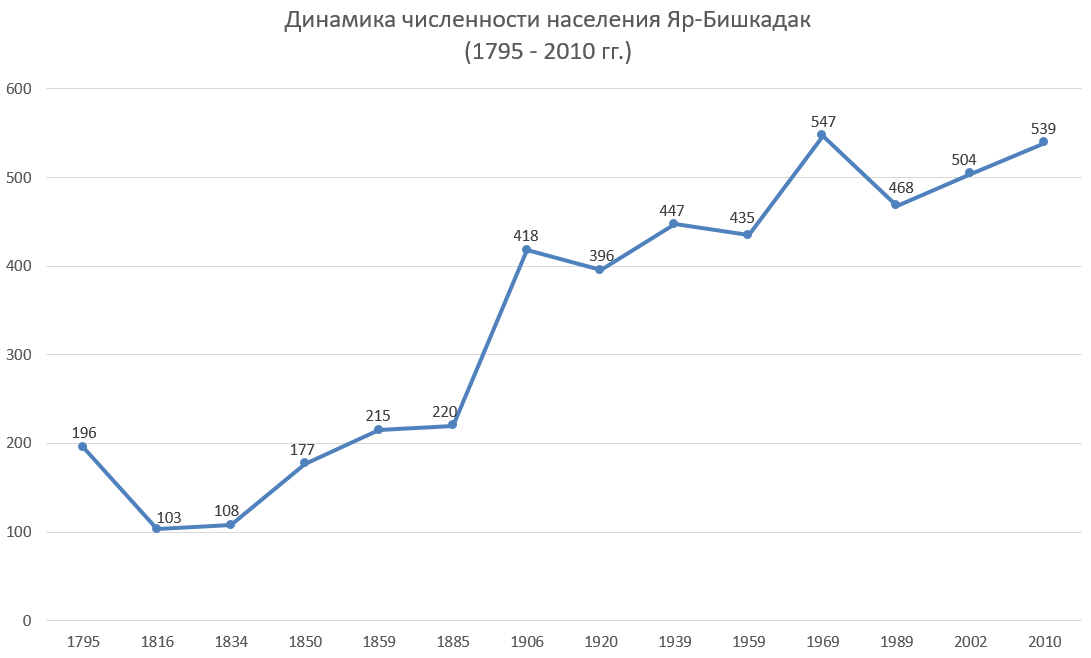

## Известные уроженцы, жители

### Ветераны Отечественной войны 1812 года
Ветераны Отечественной войны 1812 года учтенные в 1836—1839 гг., получившие медали «За взятие Парижа 19 марта 1814 года» и «В память войны 1812 года»:
- Умитбай Алимбаев (Өмөтбай Әлимбай улы);
- Байбулат Акбулатов (Байбулат Аҡбулат улы);
- Нигматулла Мрясов (Ниғмәтулла Мираҫ улы);
- Аблулзелил Кушбашев (Ғәбделзәлил Ҡушбаш улы)[13].

## Инфраструктура

### Экономика
Действует Яр-Бишкадакское ПХН АО «Подземнефтегаз», а также расположено одно из крупнейших месторождений каменной соли на Южном Урале.

## Достопримечательности
На расстоянии 8 км к северу от деревни находится священная у башкир гора Тратау (баш. Торатау).

## Транспорт
Действует городской маршрут № 6 Автовокзал — д. Яр-Бишкадак.